# 주홍 글씨
《주홍 글씨(The Scarlet Letter)》는 미국의 소설이다. 미국 소설가 너새니얼 호손의 대표작으로, 1850년 발표되었다. 세무서에서 근무하다가 실직한 호손이 배우자의 격려를 받아서 쓴 소설이라고 알려져 있다. 청교도 신자 호손의 죄와 인간의 위선에 대한 통찰력이 담겨 있다.
청교도 목사 딤즈데일의 죄책감과 그와 간음한 헤스터의 순수한 마음을 대비시켜서 17세기 미국 청교도들의 위선에 대해서 말하고 있다. 간음한 헤스터에게 A라는 붉은 낙인을 찍는다는 설정에서 붉은 낙인 '주홍 글씨'는 인간을 얽매는 굴레를 뜻한다.

## 줄거리
아이와 함께 심판대에 오른 헤스터 프린은 가슴에 주홍글씨 A를 새긴 채 사람들의 시선을 모은다. 의원들과 딤스테일 목사는 불륜한 남성의 정체를 알아내려 하지만, 이는 곧 실패한다. 이후 프린은 익숙한 늙은 남자와 눈이 마주친다. 심판대에서의 형벌이 끝나고, 감옥에서 늙은 남자에게 치료를 받은 프린은 그에게 신변보호를 약속한다.
헤스터 프린은 나이가 있는 로저 칠링워스와 부모님의 강요로 인해 결혼하였다.타지에 이주하려는 계획을 세웠던 둘 중 헤스터 프린이 짐을 정리하기 위해 먼저 홀로 이주했해지만 로저는 2년간 연락이 되지 않았다.
헤스터는 A(Adultery,간통죄)라는 주홍글씨를 가슴에 새겨 살아야 하는 죄를 받고 딸 펄과 함께 마을에서 떨어져 생활한다. 낙인으로 인해 프린과 그의 딸은 사람들의 배척을 피하지 못한다.
의원들과 목사들은 종교적 신념에 따라 프린과  딸 펄을 격리시키려고 하지만, 허약하지만 명망있는 딤스테일 목사의 도움으로 이는 무산된다.  
존경받는 목사의 치료를 위해 지목된 의사 칠링워스는 딤스테일의 불륜사실을 알게되고 그의 정신적 복수가 시작된다. 이는 딤스테일이 기력이 더 쇠하는 계기가 된다
죄책감과 신경과민, 자괴감에 시달리던 딤스테일은 캄캄한 밤 자신이 올랐어야 할 심판대에 오른다. 마침 주변에서 만난 프린과 딸 펄을 만나게 되고, 이들은 손을 잡고 함께 심판대에 선다. 하지만 딤스테일은 칠링워스와 눈이 마주치고, 알 수 없는 불쾌한 감정을 느낀다.
쇠약해지는 딤스테일에게 헤스터는 그를 칠링워스의 정체를 알리고, 행사 날 배를 타고 딤스테일과 떠나기를 약속한다. 행사 당일 연설을 맡게 된 딤스테일은 심판대에 프린, 펄과 함께 올라 이전에 밝히지 못한 자신의 죄를 고백하고, 기력이 쇠하여 사망한다.

## 주제

### 도덕적 완벽주의 비판
호손이 헤스터의 간통과정을 묘사하지 않고 그 결말부터 쓰기 시작한 것은 수정되어야 할 불완전함을 만들어내는 데에 우선 관심이 있었기 때문이라고 할 수 있다. 또 벨링햄 총독을 비롯한 모든 보스턴 시민이 무쇠같이 엄격한 인간으로 묘사된 것은 지상에 완전한 '하느님의 집'을 건설하려는 종교적 이상주의자들이었던 청교도들이 사실은 상당히 비인간적이었다는 사실을 드러냄으로써 19세기 미국의 도덕적 완벽주의자들을 비판한 것이라고 할 수 있다.
보스턴 시민이 헤스터에게 A자를 달아 주려고 했던 것과 같은 의도에서 칠링워드는 딤스테일의 가슴에 A자를 달아주려 했다. 둘 다 사회의 질서를 파괴하려는 자를 처분하려 했던 점에서 보스턴 시민과 칠링워드의 공통성을 발견할 수 있다. 또 이 양자에 있어 우리는 너무 재미가 없었다 것이 의사의 신념이고 그런 점에서 의사는 보스턴 시민과 마찬가지로 완전한 세계의 실현을 원하고 있었다. 그러나 그러한 그가 마지막에 가서는 스스로도 인정하고 있듯 무서운 악마로 변신하고 만다. 호손의 말을 빌면 비인간화한 그는 인간적인 마음의 신성함을 짓밟는 최대의 죄악을 범한 것이었다. 작가는 신학적인 상징을 들어 에덴 동산과 같은 완전함을 기대하는 이상주의의 꿈이 얼마나 위험하고 실현 불가능한 것인가를 보여주고 있다. 완전함을 지향하는 칠링워드는 오히려 인간 이하로 떨어져 타락하게 된다.
이에 반하여 헤스터와 딤즈데일은 처음부터 죄를 범한 불완전한 인간으로 등장하고 있다. 숲속에서 헤스터와 만난 다음 딤즈데일이 말할 수 없는 혼란에 빠지는 것은 그가 죄의식에서 해방되는 세계, 즉 낙원적인 완전함이 지배하는 이상세계를 한순간이나마 꿈꾸고 있었기 때문이었다.

## 등장인물

### 주요 등장인물

#### 헤스터 프린(Hester Prynne)
본작의 여주인공으로, 몰락한 영국 귀족 가문의 딸이다. 모종의 이유로 로저 칠링월스와 원치 않는 결혼을 하게 되었다. 한동안 칠링월스와 함께 암스테르담에 체류하다가 (남편의 계획에 따라) 먼저 뉴잉글랜드로 건너왔고, 아무리 기다려도 남편이 따라오지 않자, 동네 목사인 아서 딤즈데일과 연애한 끝에 사생아인 펄을 낳는다. 처벌을 받은 이후로 몸가짐을 조심히 하고 선행을 베푸는 데에 매진함으로써, 점차 동네 사람들의 평판 또한 개선된다.

#### 아서 딤즈데일(Arthur Dimmesdale)
신망받는 보스턴의 목사이자, 펄의 친부이다. 옥스퍼드 대학에서 수학한 뒤 뉴잉글랜드로 건너와 목사가 되었다. 작중에서는 이마가 넓은 수려한 외모를 지닌 것으로 묘사되어 있으며, 또한 (헤스터와 함께 저지른 죄의 영향으로) 심약하며 잘 놀라는 성격으로 묘사되어 있다. 헤스터가 본작의 초반부터 죄가 드러나 처벌을 받은 데에 비하여, 줄곧 죄를 밝히지 못했다가 23장에 가서야 이를 고백하는 점에서 헤스터와 대조된다.

#### 로저 칠링워스(Roger Chillingworth)
학식 있는 의사로서 본디부터 싹싹한 성격은 아니었으나, 자신의 아내가 다른 남자와 간통해 처벌받는 장면을 목격하고 난 뒤로는, 그 공범자를 찾아내 비밀스럽게 복수하는 데에 혈안이 된다. 일종의 복수귀로 생각할 수 있을 듯하다. 그러나 헤스터가 간통했다는 사실을 동네방네 퍼뜨리거나, 이들을 대놓고 못살게 굴거나, 또는 이들을 보스턴에서 쫓아내 버리려고 하는 것이 아니라, 오로지 헤스터의 정부(情父)를 찾아내 그에게만 비밀스럽게 복수하려고 한다는 점에서, 일반적인 '복수귀'와는 확연히 거리가 있다. 그가 이러한 방식의 복수를 하는 이유는 자신이 헤스터의 남편인 것을 수치스러워 하기 때문인 것으로 생각된다.

#### 펄(Pearl)
헤스터가 간통으로 낳은 사생아이다. 외모는 헤스터를 닮아 예쁘지만, 그러나 무슨 이유에서인지 또래 친구들과도 어울리지 못하고, 때로는 어머니조차 곤란하게 하는 등 이상한 성격을 지닌 것으로 묘사된다. 작중에서 헤스터의 곁에 있으면서, 헤스터에게 그의 죄를 깨닫게 하는 존재로서 등장한다. 23장에서는 아서 딤즈데일이 자신의 잘못을 완전히 고백한 뒤로는, 딤즈데일의 입술에 키스함으로써 그러한 이상한 성격을 떨쳐낸 것으로 묘사된다. 또한 이 책에서는 죄에 대한 신의 처벌로 나와 있다.

### 주변 등장인물

#### 리처드 벨링엄(Richard Bellingham)
뉴잉글랜드 지사이다. 실제 역사와는 달리, '뉴잉글랜드를 다스릴 만한 훌륭한 인물'로 묘사된다. 2장에서 헤스터를 추궁하는 고위인사들 가운데 하나로 등장하며, 또한 7~8장에서 헤스터에게서 펄을 떼어내려는 인물로도 등장한다.

#### 존 윌슨(John Wilson)
보스턴의 신부들 가운데 하나이다. 선량한 성격을 지녔지만 본인은 그 성격을 지닌 것을 못마땅해 하는 것으로 묘사된다. 벨링햄이 헤스터에게서 펄을 데려가려는 에피소드에서 칠링워스가 헤스터의 정부에 관심을 보이자, 그런 식으로 죄에 대해 캐는 것은 하느님께 어긋나는 행위라고 지적한다.

#### 히빈스 부인 (Mistress Hibbins)
리처드 빌링햄의 누이이다. 작중에서는 악마와 계약을 맺은 것으로 등장한다. 8장에서 헤스터가 펄을 데리고 집으로 돌아가자, 조만간 (숲 속에서 악마와 함께) 보게 될 수 있을 것이라고 말한다. 그녀는 마녀 재판에 의해 처형되었다.

#### 앤 허친슨(Anne Hutchinson)
신앙지상주의자이다. 청교도 종교관과 대립하는 탓에 뉴잉글랜드에서 쫓겨난 뒤 네덜란드 식민지(오늘날의 뉴욕)에서 살았다가 인디언의 습격을 당해 죽는다. 본작의 제1장에 찔레꽃 덤불에 대한 묘사와 관련해 잠깐 언급되는 것이 전부이다.

#### 존 윈스럽(John Winthrop)
옛날 뉴잉글랜드 지사들 중에 한 사람이다. 12장에 헤스터가 그의 수의와 관련해 그의 집에 다녀갔다가 교수대 앞에서 딤즈데일을 만나는 식으로 잠깐 언급된다. 작중의 정확한 연도와 관련한 정보를 제공하는 유일한 표지이다. 정사에서 그는 1649년 3월 24일에 사망하는데, 작중에서는 5월 초순으로 미루어져 있다. 실제 역사와 작품 속 역사의 이 같은 차이는 문학적 허용의 대표적 사례이다.

## 같이 보기
- 미국의 식민지 시대
- 바빌론의 대탕녀